# 长柄乌头
长柄乌头（学名：Aconitum longipetiolatum）为毛茛科乌头属下的一个种。

## 扩展阅读
維基物種上的相關：长柄乌头